# 孫汝匯
孫汝匯（1541年—？），字仲選，浙江紹興府餘姚縣民籍，慈谿縣人，明朝政治人物。

## 生平
隆慶元年（1567年）丁卯科浙江鄉試第五十四名舉人。隆慶二年（1568年）聯捷戊辰科三甲第三百二十名進士。官至慶王府長史。

## 家族
曾祖孫焸；祖父孫綺；父孫球，母陳氏。具庆下。